# Langres-i Szent Gergely
Langres-i Szent Gergely (446 körül – 539. január 4.) szentként tisztelt kora középkori püspök.

## Élete
Gergely fiatalon, 466/67-ben lett Autun város comes civitatisja.
Jó lelkű tisztviselő és családapa volt, csak felesége halála után lett pap, majd szülővárosa, Langres püspöke, bár többnyire Dijonban élt. Halála után a fia, Tetricus lett Langres új püspöke. Ünnepét az egyház január 4-én üli.